# Urtasun (Esteríbar)
Urtasun es una localidad española del municipio de Esteríbar, perteneciente a la Comunidad Foral de Navarra.

## Historia
Hacia mediados del siglo XIX, el lugar, ya por entonces perteneciente a Esteríbar, tenía contabilizada una población de 90 habitantes. Aparece descrito en el decimoquinto volumen del Diccionario geográfico-estadístico-histórico de España y sus posesiones de Ultramar de Pascual Madoz con las siguientes palabras:

URTASUN: l. del ayunt. y valle de Esteribar, en la prov. y c. g. de Navarra, part. jud. de Aoiz (5 leg.), aud. terr. y dióc. de Pamplona (4). sit. en un llano á la der. del rio Arga; clima frio; reina el viento N., y se padecen calenturas. Tiene 7 casas; igl. parr. de entrada dedicada á la Asuncion y servida por una bad de provision de los vec. El térm. confina N. Eugui; E. Agorreta; S. Saigos, y O. Usechi; hallándose bastante poblado en su mayor parte. El terreno es áspero, escabroso y poco productivo; le atraviesa el r. Alto-Arga de N. á S., con un puente. caminos: uno de herradura que conduce á Francia, en mal estado. prod.: trigo, maiz y patatas; cria de ganado lanar, crio y mular; caza de perdices; pesca de truchas y anguilas. ind.: ademas de la agrícola y pecuaria, un molino harinero. pobl.: 7 vec., 90 alm. riqueza: con el valle (V.).
(Madoz, 1849, p. 230)

En 2023, la entidad singular de población tenía empadronados 39 habitantes y el núcleo de población, también 39.

## Patrimonio

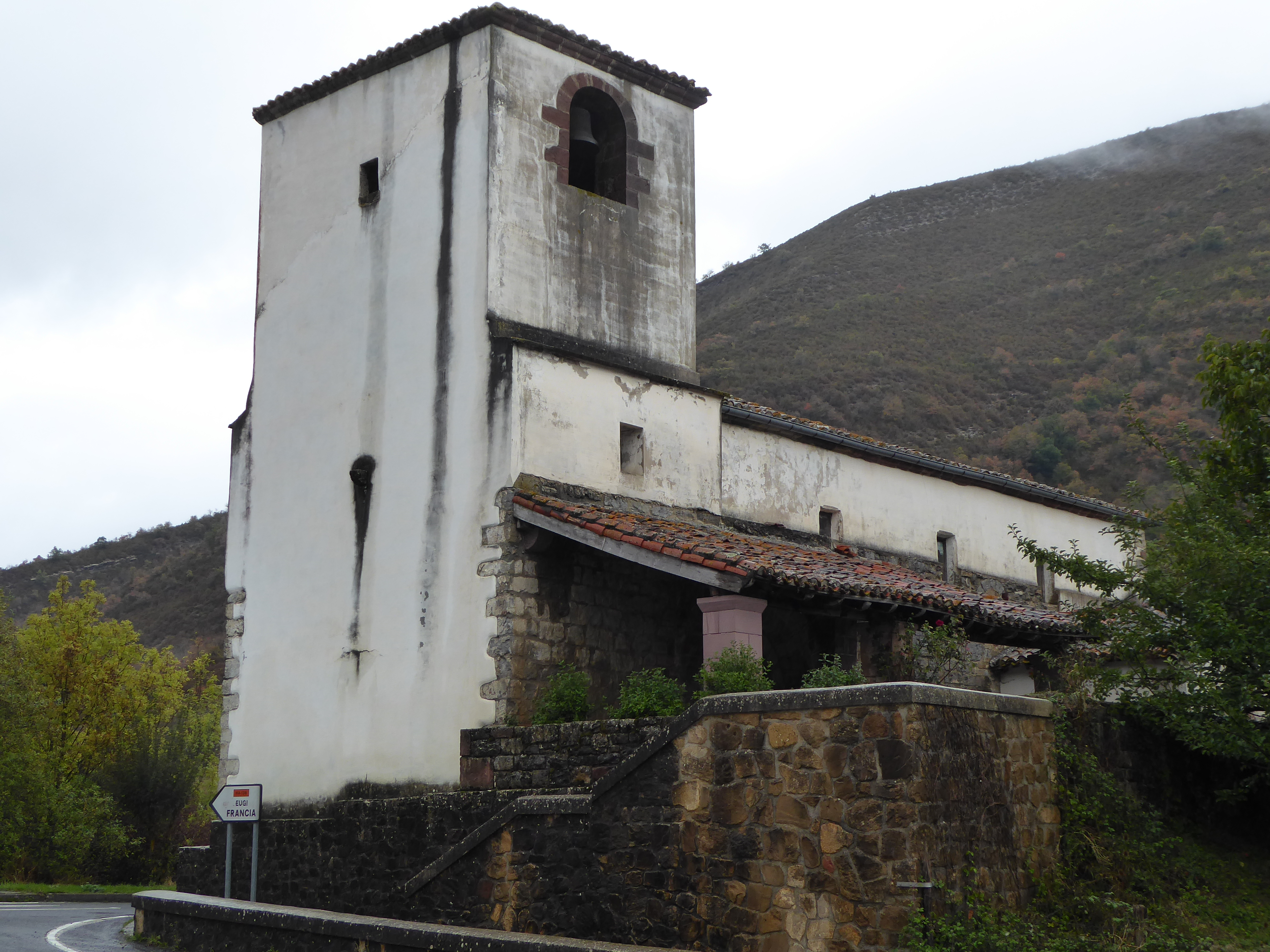
La iglesia de la Asunción

Hay en la localidad una iglesia de la Asunción.